# لئوپولد اسکولسکی
لئوپولد اسکولسکی (لهستانی: Leopold Skulski؛ ۱۵ نوامبر ۱۸۷۷ – ۱۹۴۰ (۶۲−۶۳ سال)) یک شیمی‌دان، سیاست‌مدار و دیپلمات اهل لهستان بود.وی از دسامبر ۱۹۱۹ تا ژوئن ۱۹۲۰ نخست‌وزیر جمهوری دوم لهستان بود.
وی در هنگام اشغال لهستان در جنگ جهانی دوم توسط NKVD در شهر پینسک دستگیر شد و کمی پس از آن در زندانی در برست درگذشت.